# اچیاسی
اچیاسی (به لاتین: Achiasi) در غنا است که در منطقه شرقی (غنا) واقع شده‌است.

## خصوصیات
اچیاسی ۱۶۸ متر بالاتر از سطح دریا واقع شده‌است.